# يوكي كواهارا
يوكي كواهارا (桑原由気 كواهارا يوكي) هي مؤدية أصوات يابانية ولدت في 24 يونيو 1991 في ساسيبو، ناغاساكي.

## أدوارها في الأنمي

### مسلسلات أنمي تلفزيونية
- خادمة الآنسة كوباياشي تنين - تورو
- البدلة المتنقلة جاندام: أيتام الدم الحديدي - كوكي غريفون
- ري:بداية الحياة في عالم آخر من نقطة الصفر - مينا
- دوكيو هينتاي إكزيروس - سورا تينكوجي/إكزي بلو
- إنفينيت ديندوغرام - جولييت
- سيف قاتل الشياطين - ناهو تاكادا
- عوليس: جان دارك و الفارس الخيميائي - باتار
- جيمرز! - كونوها هوشينوموري
- فتيات كرة الطاولة المشتعلات - هوكوتو إيتسومو
- ديفاين غيت - غاواين
- نحن عاجزون عن الدراسة - هيمورا
- أزور لين - شيغوري
- آريفوريتا: من مكان عمل شائع إلى الأقوى في العالم - يوي
- عباقرة الثانوية يعيشون بسهولة في العالم الآخر - ليرول

### أفلام أنمي
- الأخير: ناروتو الفيلم - هيماواري أوزوماكي

## أدوارها في ألعاب الفيديو
- فاير إمبلم: ثري هاوسيس - هيلدا

## وصلات خارجية
- يوكي كواهارا على موقع IMDb (الإنجليزية)
- يوكي كواهارا على موقع ميوزك برينز (الإنجليزية)
- يوكي كواهارا على موقع قاعدة بيانات الفيلم (الإنجليزية)
- يوكي كواهارا على موقع ANN person (الإنجليزية)